# Liste der Biografien/Tab
Liste der Biografien |
Portal Biografien |
Personensuche
# |
A |
B |
C |
D |
E |
F |
G |
H |
I |
J |
K |
L |
M |
N |
O |
P |
Q |
R |
S |
T |
U |
V |
W |
X |
Y |
Z |
?
 
Ta |
Tc |
Te |
Tf |
Tg |
Th |
Ti |
Tj |
Tk |
Tl |
Tm |
To |
Tq |
Tr |
Ts |
Tu |
Tv |
Tw |
Tx |
Ty |
Tz
 
Taa |
Tab |
Tac |
Tad |
Tae |
Taf |
Tag |
Tah |
Tai |
Taj |
Tak |
Tal |
Tam |
Tan |
Tao |
Tap |
Taq |
Tar |
Tas |
Tat |
Tau |
Tav |
Taw |
Tax |
Tay |
Taz
Die Liste der Biografien führt alle Personen auf, die in der deutschsprachigen Wikipedia einen Artikel haben. Dieses ist eine Teilliste mit 257 Einträgen von Personen, deren Namen mit den Buchstaben „Tab“ beginnt.

## Tab

### Taba
- Taba, Diego (* 1996), japanischer Fußballspieler
- Taba, Hilde (1902–1967), estländische Pädagogin
- Tabaa, Dina el- (* 1991), ägyptische Stabhochspringerin
- Tabacchi, Odoardo (1831–1905), italienischer Bildhauer
- Tabaček, Ján (* 1980), slowakischer Eishockeyspieler
- Tabachnik, Eldred (1943–2020), britischer Rechtsanwalt und Richter
- Tabachnik, Maud (* 1938), französische Schriftstellerin
- Tabachnik, Michel (* 1942), Schweizer Dirigent und KomponistMichel Tabachnik (* 1942)

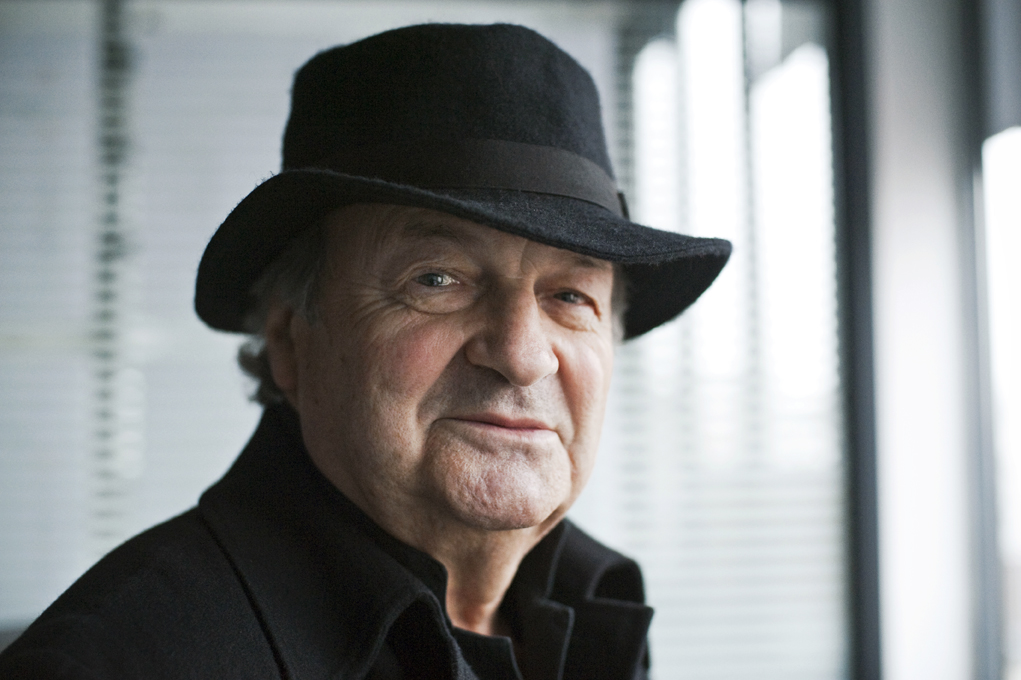
Michel Tabachnik (* 1942)

- Tabachnyk, Josef (* 1947), deutscher Bildhauer
- Taback, Simms (1932–2011), US-amerikanischer Kinderbuchautor, Illustrator, Art Director und Grafiker
- Tabackin, Lew (* 1940), US-amerikanischer Bigband-Leader, Flötist und Tenorsaxophonist des Jazz
- Tabačková, Nikol (* 1998), tschechische Speerwerferin
- Tabacznik, Stefan (* 1948), Schweizer Journalist und Publizist
- Tabai, Ieremia (* 1950), kiribatischer Politiker, Präsident von Kiribati
- Tabai, Kaouther (* 1964), tunesische Schriftstellerin und Übersetzerin
- Tabajdi, Csaba (* 1952), ungarischer Politiker (MSZP), MdEP
- Tabak, Hüseyin (* 1981), kurdisch-deutscher Filmregisseur, -produzent und Drehbuchautor
- Tabak, Mykola (* 1956), ukrainischer Marathonläufer
- Tabák, Romana (* 1991), slowakische Tennisspielerin
- Tabak, Tino (* 1946), neuseeländischer Radrennfahrer
- Tabak, Žan (* 1970), kroatischer Basketballspieler und Basketballtrainer
- Tabakaucoro, Banuve (* 1992), fidschianischer Leichtathlet
- Tabakis, Giorgos (* 1980), griechischer Jazzmusiker (Gitarre, Komposition)
- Tabakman, Chaim (* 1975), israelischer Regisseur
- Tabakoğlu, Erhan (* 1967), türkischer Mediziner; Rektor der Trakya Universität Edirne
- Tabakova, Dobrinka (* 1980), britisch-bulgarische Komponistin der Moderne
- Tabaković, Haris (* 1994), bosnisch-schweizerischer Fussballspieler
- Tabaković, Jorgovanka (* 1960), serbische Politikerin und Managerin
- Tabakow, Galaktion (* 1949), bulgarischer Geistlicher, Metropolit von Stara Sagora der bulgarisch-orthodoxen Kirche
- Tabakow, Oleg Pawlowitsch (1935–2018), sowjetischer bzw. russischer Film- und TheaterschaffenderOleg Pawlowitsch Tabakow (1935–2018)

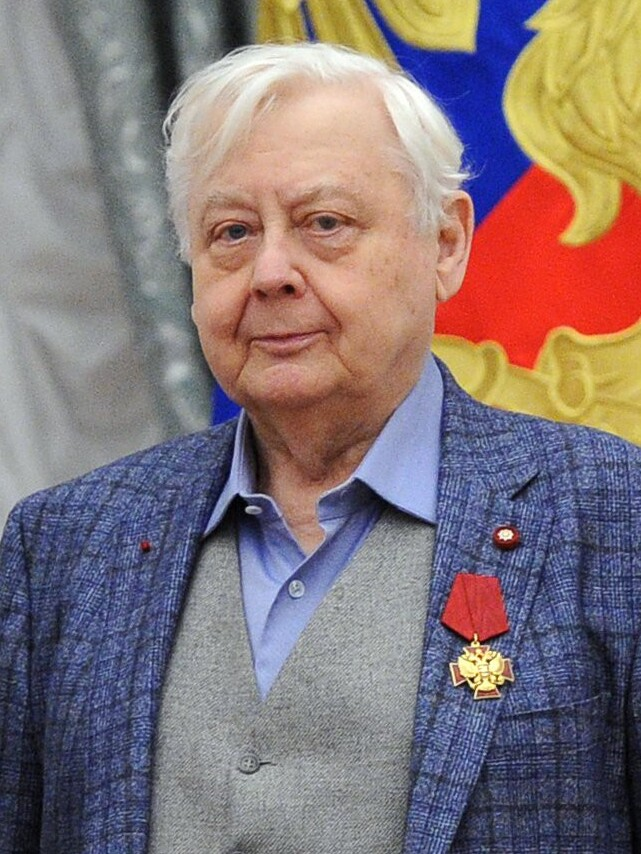
Oleg Pawlowitsch Tabakow (1935–2018)

- Tabakow, Pawel Olegowitsch (* 1995), russischer Schauspieler
- Tabakowa, Alexandra Olegowna (* 1966), russische Schauspielerin
- Tabakowa, Julija Gennadjewna (* 1980), russische Sprinterin
- Taban, Emmanuel (* 1977), südsudanesischer Arzt
- Taban, Paride (1936–2023), sudanesischer Geistlicher, römisch-katholischer Bischof von Torit, Friedensaktivist
- Tabane, Philip (1934–2018), südafrikanischer Musiker
- Tabanelli, Andrea (1961–2020), italienischer Rollstuhlcurler
- Tabanelli, Flora (* 2007), italienische Freestyle-Skierin
- Tabanelli, Miro (* 2004), italienischer Freestyle-Skier
- Tabanera, Teófilo (1909–1981), argentinischer Luft- und Raumfahrtfunktionär
- Tabanez, Bruno (* 1985), brasilianischer Straßenradrennfahrer
- Tabani, Chiara (* 1994), italienische Wasserballspielerin
- Tabanou, Franck (* 1989), französischer Fußballspieler
- Tabányi, Mihály (1921–2019), ungarischer Akkordeonspieler
- Tabao Manjarimanana, François Xavier (1927–1999), madagassischer Ordensgeistlicher, Bischof von Mananjary
- Tabar, Amir Shayesteh (* 1967), iranischer Künstler, Grafikdesigner, Dichter, Drehbuchautor und Friedensaktivist
- Tabár, László (* 1943), ungarischer Radiologe, Experte für Mammographie-Screening
- Tabar, Majid Jafari (* 1961), schiitischer Geistlicher mit dem religiösen Titel Ajatollah, Koranrezitator und Koranexeget
- Tabara, Michal (* 1979), tschechischer Tennisspieler
- Tabără, Valeriu (1949–2025), rumänischer Agrarwissenschaftler, Hochschullehrer und Politiker
- Tabaracci, Rick (* 1969), kanadischer Eishockeytorwart
- Tabarānī, Abū l-Qāsim at- (873–971), Hadith-Gelehrter
- Tabarant, Adolphe (1863–1950), französischer Journalist und Kunsthistoriker
- Tabarelli, Hans von (1898–1956), österreichischer Dramatiker und Erzähler, Redakteur und Verlagslektor
- Tabares Plasencia, Encarnación (* 1973), spanische Übersetzungswissenschaftlerin
- Tabares, Antonio (* 1973), spanischer Dramatiker
- Tabares, Carolina (* 1986), kolumbianische Leichtathletin
- Tabárez, Agustín (* 1994), uruguayischer Fußballspieler
- Tabárez, Marcelo (* 1993), uruguayischer Fußballspieler
- Tabárez, Michel (* 1995), uruguayischer Fußballspieler
- Tabárez, Óscar (* 1947), uruguayischer Fußballtrainer
- Tabarī, ʿAlī ibn Sahl Rabban at-, persischer Arzt und Gelehrter
- Tabarī, at- (839–923), persischer Gelehrter und Geschichtsschreiber
- Tabari, Towhidi (* 1964), iranischer Kalligraph und Maler
- Tabarly, Éric (1931–1998), französischer HochseeseglerÉric Tabarly (1931–1998)

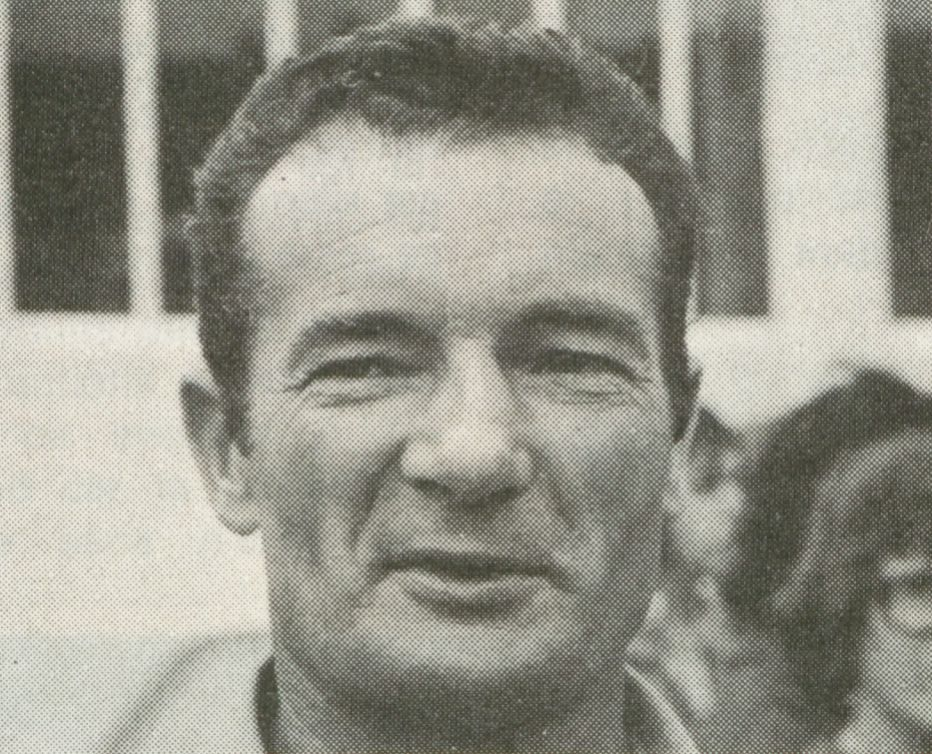
Éric Tabarly (1931–1998)

- Tabarot, Michèle (* 1962), französische Politikerin der UMP
- Tabarovsky, Damián (* 1967), argentinischer Schriftsteller, Übersetzer, Verleger und Kolumnist verschiedener Tageszeitungen
- Tabart, Benjamin († 1833), englischer Buchhändler und Herausgeber
- Tabart, Deborah, australische Umweltschützerin
- Tabart, Pierre (1645–1716), französischer Komponist und Kapellmeister des Barock
- Tabary, Céline Marie (1908–1993), französische Malerin und Hochschullehrerin
- Tabary, Jean (1930–2011), französischer Comic-Zeichner
- Tabasaran, Oktay (* 1938), türkisch-deutscher Bauingenieur und Hochschullehrer
- Tabaschnyk, Kateryna (* 1994), ukrainische Hochspringerin
- Tabasco, Simona (* 1994), italienische Schauspielerin
- Tabash, Christian (* 1999), US-amerikanischer Ruderer
- Tabashi, Rika (* 1981), japanische Marathonläuferin
- Tabassomi, Yashi (* 1971), deutsche Bühnen- und Kostümbildnerin
- Tabassum, Marina (* 1969), bangladeschische Architektin
- Tabata, Akihiro (* 1978), japanischer Fußballspieler
- Tabata, Hidenori (* 1970), japanischer Fußballspieler
- Tabata, Isaac Bangani (1909–1990), südafrikanischer Politiker
- Tabata, Maki (* 1974), japanische Eisschnellläuferin
- Tabata, Nobushige (* 1989), japanischer Fußballspieler
- Tabata, Rodrigo (* 1980), katarisch-brasilianischer Fußballspieler
- Tabata, Teruki (* 1979), japanischer Fußballspieler
- Tabatabaei Qomi, Hassan (1912–2007), iranischer schiitischer Geistlicher
- Tabatabaei, Amin (* 2001), iranischer Schachspieler
- Tabatabaei, Tannaz (* 1983), iranische Schauspielerin
- Tabatabai, Allameh (1892–1981), iranisch-islamischer Philosoph
- Tabatabai, Ariane, iranisch-US-amerikanische Politikwissenschaftlerin
- Tabatabai, Jasmin (* 1967), deutsch-iranische SchauspielerinJasmin Tabatabai (* 1967)

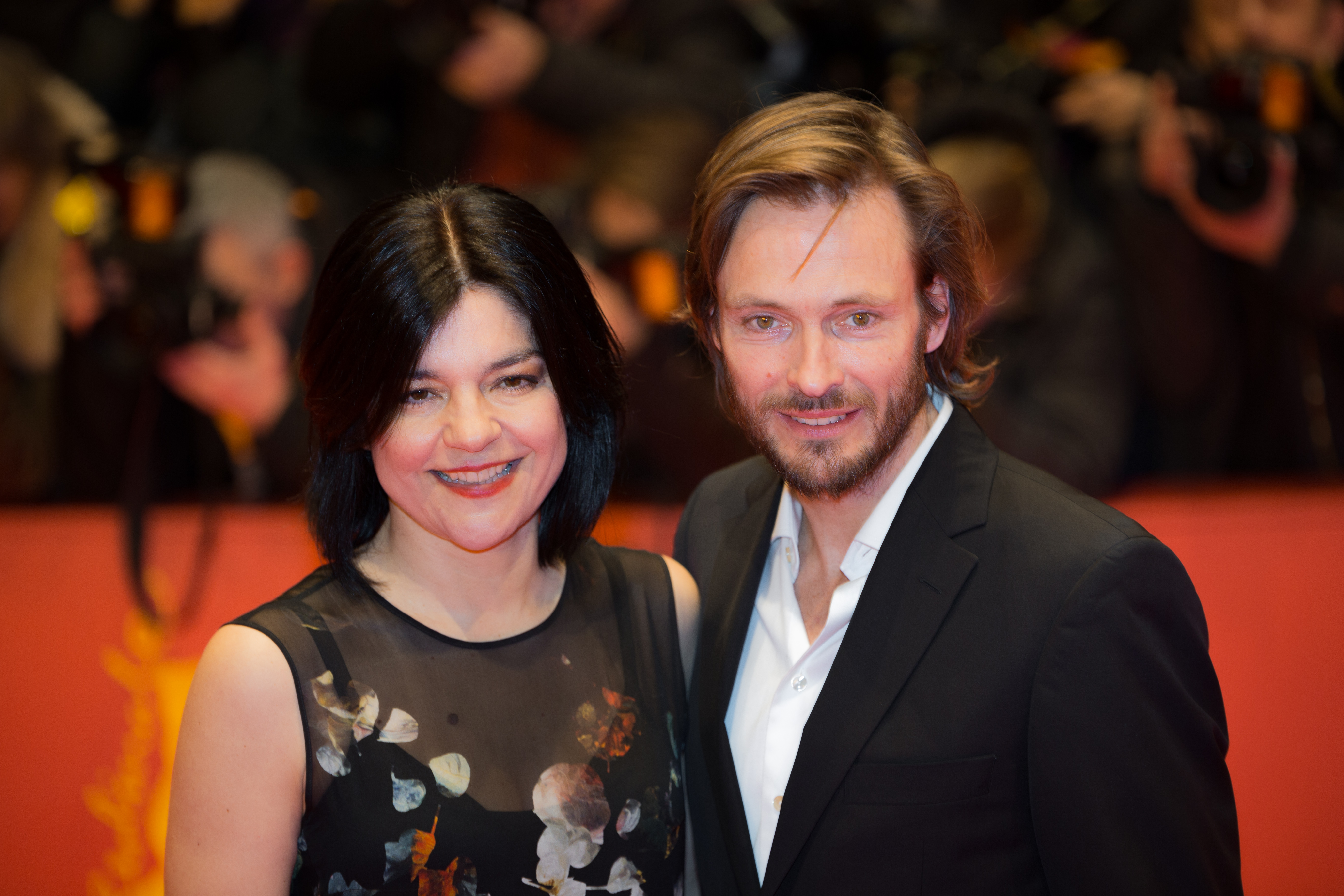
Jasmin Tabatabai (* 1967)

- Tabatabai, Javad (1945–2023), iranischer Philosoph und Autor
- Tabatabai, Jazeh (1931–2008), iranischer Avantgardekünstler, Maler, Bildhauer, Dichter, Dramatiker
- Tabatabai, Sadegh (1943–2015), iranischer Politiker
- Tabatabai, Seyyed Zia al Din (1888–1969), iranischer Journalist, Ministerpräsident Irans
- Tabatabai, Zohreh, iranische Diplomatin
- Tábatha (* 1996), brasilianische Fußballspielerin
- Tabatschnikow, Sergei Lwowitsch (* 1956), russischer Mathematiker
- Tabatschnyk, Dmytro (* 1963), ukrainischer Politiker (PR)

### Tabb
- Tabb, Michaela (* 1967), englische Poolbillard- und Snookerschiedsrichterin
- Tabbagh, Alain (* 1947), französischer Geophysiker
- Tabbal, Tani (* 1954), US-amerikanischer Jazzmusiker
- Tabbara, Annette, deutsche Verwaltungsjuristin und politische Beamte
- Tabbert, Detlef (* 1960), deutscher Politiker (BSW, davor Die Linke)
- Tabbert, Matthäus (1625–1675), deutscher evangelischer Theologe und vorpommerscher Generalsuperintendent
- Tabbert, Thomas Tankred (* 1968), deutscher Medienwissenschaftler, Publizist und Konzeptkünstler
- Tabbert, Urs (* 1971), deutscher Politiker (SPD), MdHB

### Tabe
- Tabé, Atina (* 1984), deutsche Schauspielerin und Sängerin
- Tabé, Gregorios Elias (1941–2023), türkischer Geistlicher, syrisch-katholischer Erzbischof von Damaskus
- Tabeau, Jerzy (1918–2002), polnischer Arzt
- Tabeel, Gegner des Wiederaufbaus des jüdischen Tempels nach der Rückkehr aus dem Babylonischen Exil
- Tabei, Junko (1939–2016), japanische BergsteigerinJunko Tabei (1939–2016)

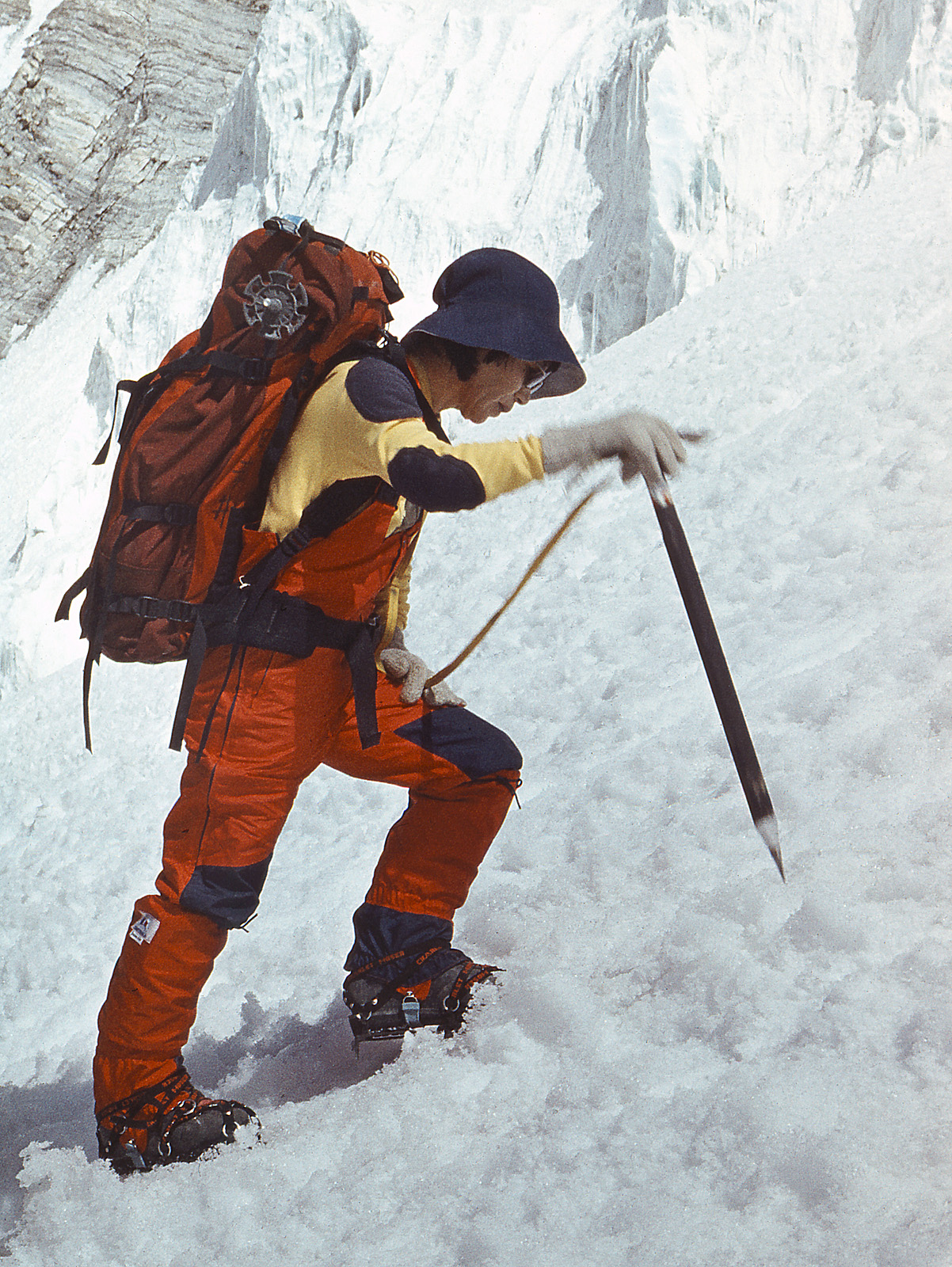
Junko Tabei (1939–2016)

- Tabei, Ryō (* 1999), japanischer Fußballspieler
- Tabeira, Federico (* 1996), uruguayischer Fußballspieler
- Tabel, Hermann, englischer Cembalobauer
- Tabel, Werner (1929–2011), deutscher Historiker, Namibia-Experte und Autor
- Tabel, Wilhelm (1860–1940), deutscher Müller und Politiker (DNVP)
- Tabeling, Herbert (1929–2018), deutscher Architekt und Hochschullehrer
- Tabeling, Iris (* 1991), niederländische Badmintonspielerin
- Tabeling, Robin (* 1994), niederländischer Badmintonspieler
- Tabellini, Guido (* 1956), italienischer Wirtschaftswissenschaftler
- Tabellion, Valentin (* 1999), französischer Radrennfahrer
- Tabellius Victor, Centurio (Legio II Italica)
- Tabenkin, Jitzchak († 1971), israelischer Politiker
- Taber, Catherine (* 1979), US-amerikanische Schauspielerin und Synchronsprecherin
- Taber, Constant (1743–1826), US-amerikanischer Politiker
- Taber, Isaiah West (1830–1912), US-amerikanischer Fotograf
- Taber, John (1880–1965), US-amerikanischer Politiker
- Taber, Norman (1891–1952), US-amerikanischer Leichtathlet
- Taber, Stephen (1821–1886), amerikanischer Politiker
- Taber, Thomas II. (1785–1862), US-amerikanischer Politiker
- Tabera, Arturo (1903–1975), spanischer Kardinal der römisch-katholischen Kirche und Erzbischof von Pamplona
- Taberger, Friedrich Ludwig Arnold, deutscher Zinngießer-Meister und Unternehmer
- Taberger, Johann Georg († 1854), deutscher Zinngießer-Meister und Unternehmer und Maler
- Taberlay, Sid (* 1980), australischer Mountainbike- und Straßenradrennfahrer
- Tabermann Uhrenholt, Simon (* 2004), dänischer Volleyballspieler
- Tabermann, Tommy (1947–2010), finnischer Politiker, Mitglied des Reichstags, Autor und Journalist
- Tabern, Alan (* 1966), englischer Dartspieler
- Tabern, Donalee L. (1900–1974), US-amerikanischer Chemiker
- Tabernaemontanus († 1590), deutscher Arzt und Botaniker
- Taberner, Carlos (* 1997), spanischer TennisspielerCarlos Taberner (* 1997)

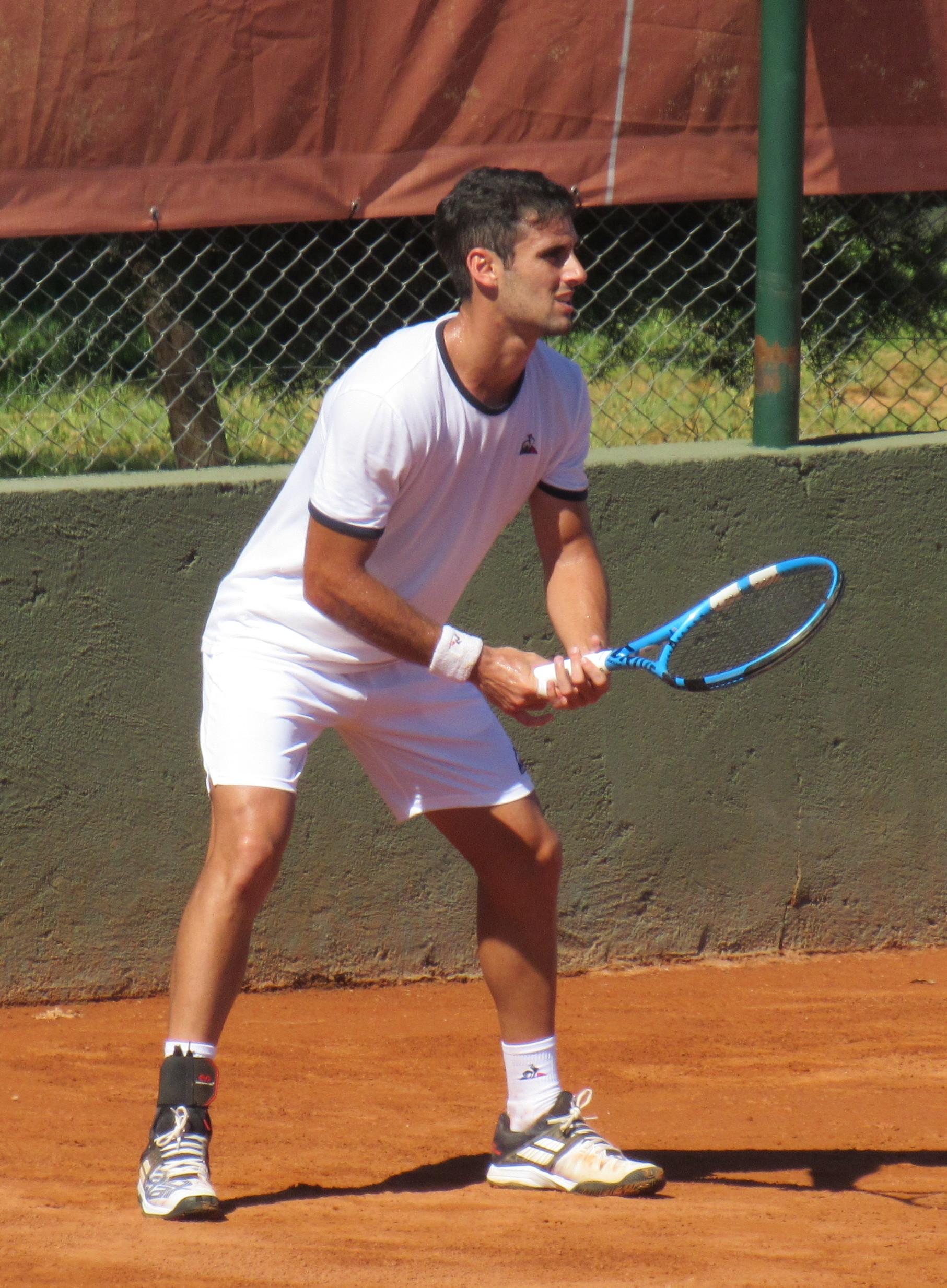
Carlos Taberner (* 1997)

- Tabert, Lars (1966–2023), deutscher Eishockeyspieler
- Tabesse, Sylvie (* 1964), französische Diplomatin und Botschafterin der Europäischen Union
- Tabet, Paul Fouad (1929–2009), libanesischer Bischof der maronitischen Kirche und Apostolischer Nuntius
- Tabet, Paul-Marwan (* 1961), libanesischer Ordensgeistlicher, Bischof von Saint-Maron de Montréal

### Tabi
- Tabibi, Abdul Hakim (* 1924), afghanischer Diplomat und Politiker
- Tabibou, Dehmaine (* 2005), französisch-komorischer Fußballspieler
- Tabick, Jackie (* 1948), britische Rabbinerin
- Tabidse, Galaktion (1891–1959), georgischer Schriftsteller
- Tabidse, Jimmy (* 1996), georgischer Fußballspieler
- Tabidse, Tizian (1895–1937), georgischer Dichter
- Tabillion, Rainer (* 1950), deutscher Politiker (SPD), MdL, MdB
- Tabilo, Alejandro (* 1997), chilenischer Tennisspieler
- Tabilo, Hugo (* 1956), chilenischer Fußballspieler
- Tabin, Clifford J. (* 1954), US-amerikanischer Genetiker an der Harvard Medical School
- Tabinas, Jefferson (* 1998), philippinischer Fußballspieler
- Tabinas, Paul (* 2002), philippinischer Fußballspieler
- Tabinshwehti (1516–1550), birmanischer König
- Tabira, Tatsuya (* 2001), japanischer Fußballspieler
- Tabish, Elizabeth (* 1986), US-amerikanische Schauspielerin
- Tabitha, Tara (* 1993), österreichische Reality-TV-Teilnehmerin, Influencerin und ModelTara Tabitha (* 1993)

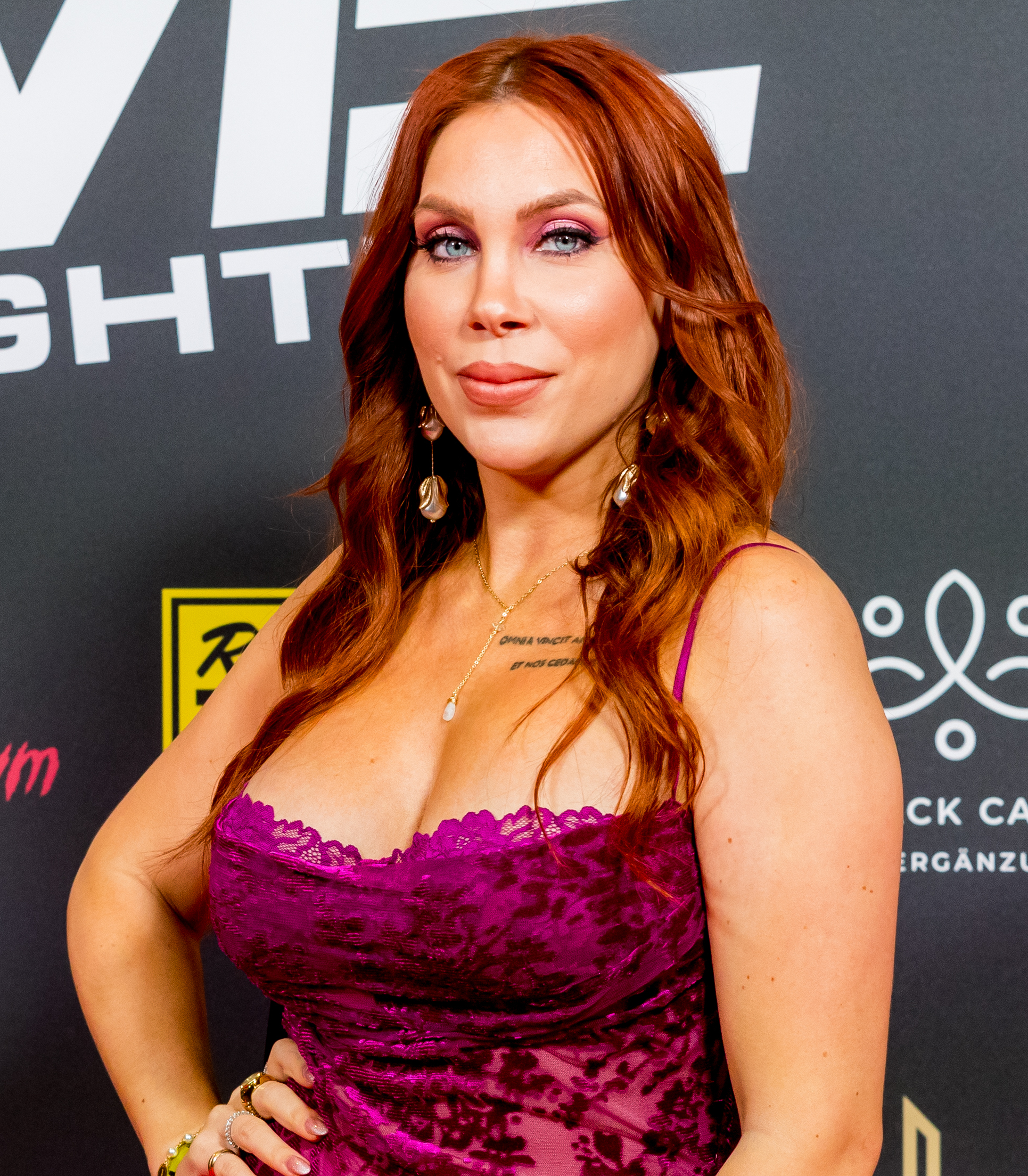
Tara Tabitha (* 1993)

- Tabiti, Andrew (* 1989), US-amerikanischer Boxer im Cruisergewicht

### Tabl
- Tabla, Ballou (* 1999), kanadischer Fußballspieler
- Tablada, José Juan (1871–1945), mexikanischer Poet, Essayist und Journalist
- Tablak, Juliet (* 1974), US-amerikanische Schauspielerin
- Tablian, Vic (* 1937), britischer Schauspieler

### Tabn
- Tabnik, Richard (* 1952), amerikanischer Jazz- und Improvisationsmusiker (Saxophon, Komposition)
- Tabnit († 345 v. Chr.), König von Sidon

### Tabo
- Tabó, Christian (* 1993), uruguayischer Fußballspieler
- Taboada, Alberto, uruguayischer Fußballspieler
- Taboada, Ignacio (* 1989), US-amerikanischer Tennisspieler
- Taboada, Javier (* 1935), mexikanischer Radrennfahrer
- Tabody, Clara (1915–1986), ungarische Schauspielerin und Sängerin
- Taboga, Dominique (* 1982), österreichischer FußballspielerDominique Taboga (* 1982)

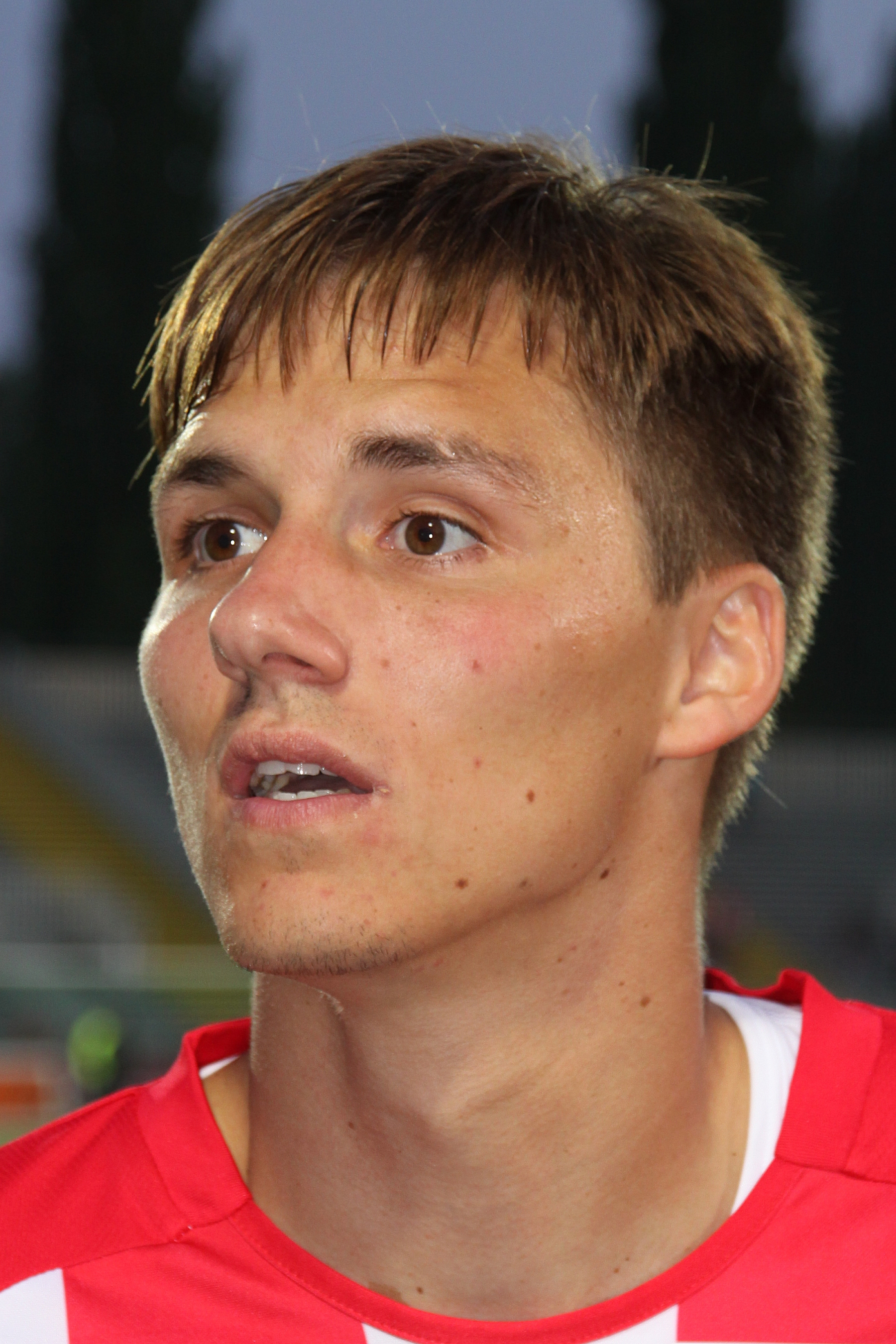
Dominique Taboga (* 1982)

- Tabohashi, Jun (* 1931), japanischer Grafiker
- Tabola, Ihar (* 1987), belarussischer Biathlet
- Tabomuizli, Fürst der Abodriten 862
- Tabona, Joe († 1921), maltesischer Fußballspieler
- Tabone, Anton (* 1937), maltesischer Politiker, Parlamentssprecher
- Tabone, Ċensu (1913–2012), maltesischer Politiker
- Taboo (* 1975), US-amerikanischer RapperTaboo (* 1975)

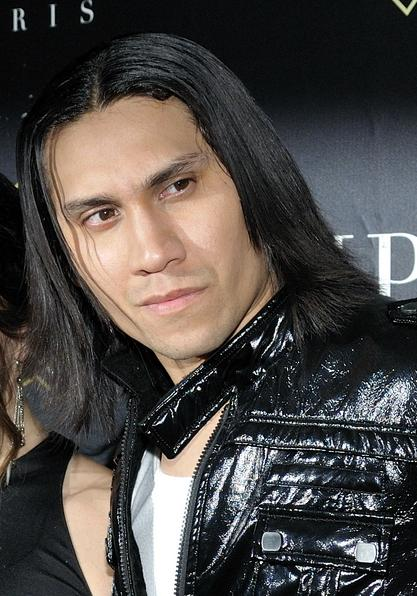
Taboo (* 1975)

- Tabor, Arthur Sydney (1852–1927), englischer Tennis- und Cricketspieler
- Tabor, Artur (1968–2010), polnischer Naturfotograf und Dokumentarfilmer
- Tabor, Charles F. (1841–1900), US-amerikanischer Jurist und Politiker
- Tabor, Charly (1919–1999), österreichischer Jazz-Trompeter
- Tabor, Danielle (* 1984), britische Schauspielerin
- Tabor, David (1913–2005), britischer Physiker
- Tabor, Friedrich Ludwig Wilhelm Christian Karl von (1776–1851), belgischer General
- Tabor, Günther (1925–2002), österreichischer Schauspieler und Regisseur
- Tabor, Hans (1922–2003), dänischer Politiker und Diplomat
- Tabor, Herbert (1918–2020), US-amerikanischer Mediziner und Biochemiker
- Tabor, Horace (1830–1899), US-amerikanischer Politiker (Republikanische Partei)
- Tabor, James (* 1946), US-amerikanischer Bibelwissenschaftler
- Tabor, Jan (1944–2021), tschechisch-österreichischer Kulturpublizist
- Tábor, Jan (* 1963), tschechischer Eishockeyspieler
- Tabor, Johann August (1731–1814), deutscher Kaufmann und Bankier
- Tabor, Johann Otto (1604–1674), deutscher Jurist und Professor
- Tabor, June (* 1947), britische Jazz-, Klassik- und Folkmusik-Sängerin
- Tabor, Manuel (* 1981), deutscher Politiker (CDU)
- Tabor, Tommy (* 1982), deutscher Politiker (AfD), MdA (Berlin)
- Taborda (1824–1909), portugiesischer Schauspieler
- Taborda, Fabián (* 1978), kolumbianischer Fußballtrainer
- Taborda, Pedro (* 1978), portugiesischer Fußballspieler
- Taborda, Sebastián (* 1981), uruguayischer Fußballspieler
- Taborda, Vicente (* 2001), argentinisch-italienischer Fußballspieler
- Taborek, Janusz (* 1973), polnischer Germanist, Sprachwissenschaftler, Lexikograf und Informatiker
- Tabori, George (1914–2007), britischer Theaterautor, Theaterregisseur und JournalistGeorge Tabori (1914–2007)

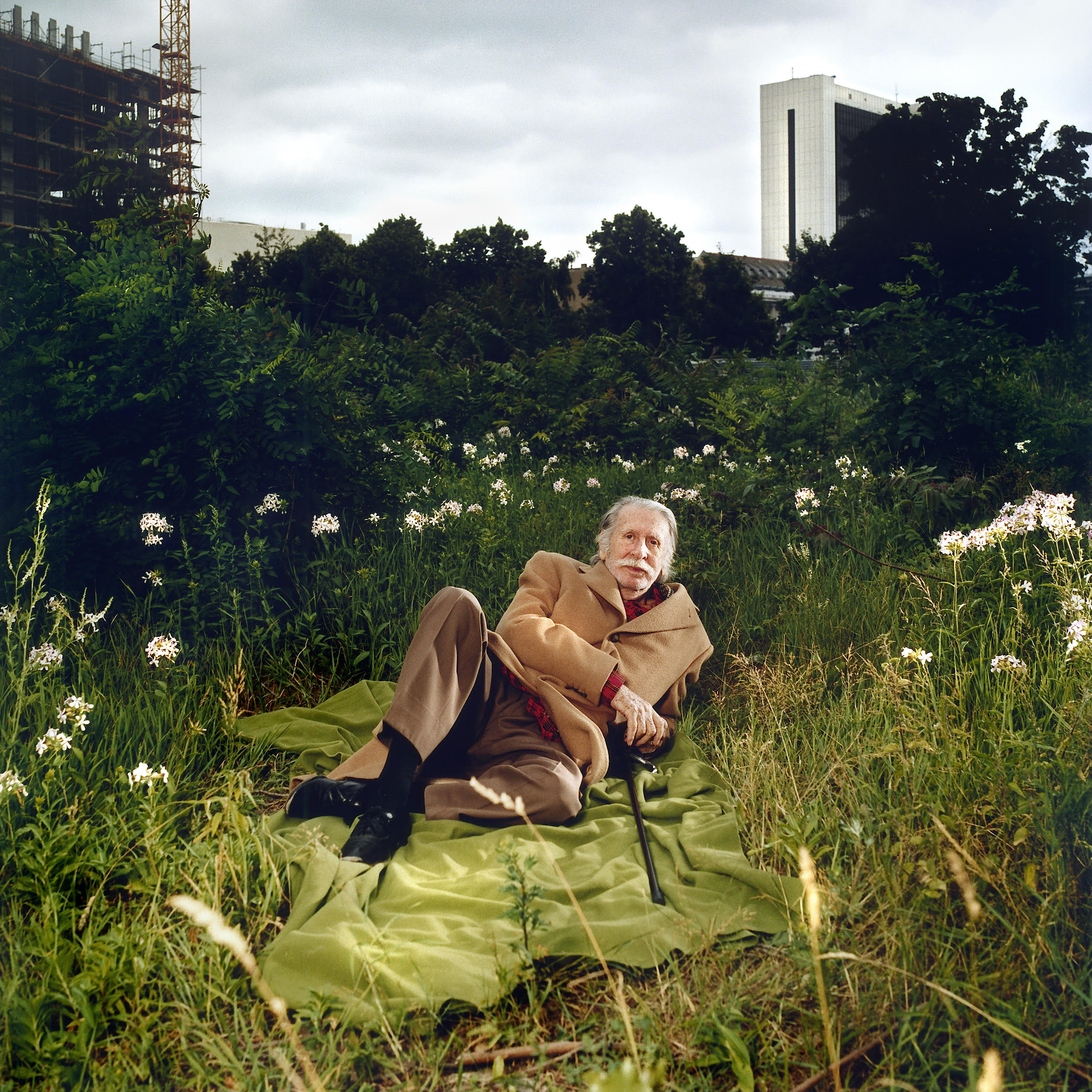
George Tabori (1914–2007)

- Tabori, Kristoffer (* 1952), US-amerikanischer Schauspieler, Synchronsprecher und Regisseur
- Tábori, László (1931–2018), US-amerikanischer Mittel- und Langstreckenläufer ungarischer Herkunft
- Tábori, Nóra (1928–2005), ungarische Schauspielerin
- Tabori, Paul (1908–1974), ungarischer, später britischer Novellist, Journalist, Drehbuchautor und Essayist
- Tábori, Piroska (1892–1947), ungarische Schriftstellerin und Übersetzerin
- Taborinskij, Boris (* 1917), Überlebender des Vernichtungslagers Sobibór
- Taborizki, Sergei Wladimirowitsch (1897–1980), russischer monarchistischer Emigrant und Journalist, Mörder von Nabokovs VaterSergei Wladimirowitsch Taborizki (1897–1980)

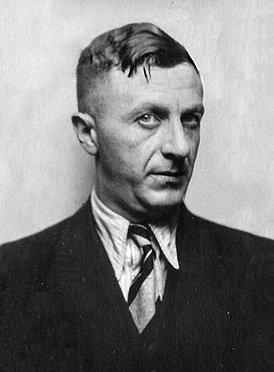
Sergei Wladimirowitsch Taborizki (1897–1980)

- Taborn, Craig (* 1970), US-amerikanischer Jazz-Pianist, Keyboarder und Komponist
- Taborre, Fabio (1985–2021), italienischer Radrennfahrer
- Taborski, Bolesław Łukasz (1917–2004), polnischer katholischer Bischof
- Taborsky, Hannes (* 1965), österreichischer Gewerkschafter und Politiker
- Táborský, Jan z Klokotské Hory (1500–1572), tschechischer Schreiber, Komponist, Astronom und Mechanikus
- Taborsky, Joseph (1924–1960), US-amerikanischer Serienmörder
- Táborský, Vladimír (* 1944), tschechischer Fußballspieler und -trainer
- Tabouillot, Anton Carl Ludwig von (1775–1813), französisch-deutscher Gutsbesitzer, Bürgermeister von Essen
- Tabouis, Geneviève (1892–1985), französische Journalistin
- Tabouret, Claire (* 1981), französische bildende Künstlerin
- Tabourin, Pierre (1902–1986), französischer Autorennfahrer
- Tabouris, Petros (* 1964), griechischer Komponist, Musiker und Musikwissenschaftler
- Tabourot, Étienne (1549–1590), französischer Schriftsteller

### Tabr
- Tabrah, Ruth (1921–2004), US-amerikanische Schriftstellerin
- Tabrisī, at- († 1154), imamitischer Koranexeget
- Tabrizi, Abd al-Baqi, persischer Gelehrter, Dichter und Kalligraf
- Tabrizi, Ala ed-Din, iranischer Kalligraf und Kalligrafielehrer
- Tabrizi, Ali (* 1993), britischer Filmemacher und Regisseur
- Tabrizi, Mohammad Hosseyn († 1577), Kalligraf
- Tabrizi, Sa'eb († 1676), persischer Dichter
- Tabrizi-Zadeh, Mahmoud (1951–1997), iranischer Santur- und Kamantschespieler

### Tabs
- Tabscoob, Mayafürst

### Tabt
- Tabti, Bilal (* 1993), algerischer Leichtathlet
- Tabti, Youssef (* 1968), französischer Konzeptkünstler

### Tabu
- Tabu (* 1970), indische SchauspielerinTabu (* 1970)

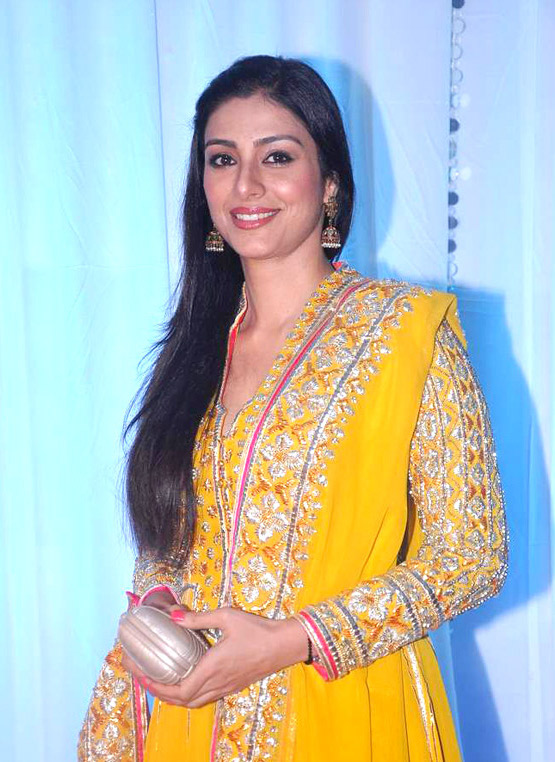
Tabu (* 1970)

- Tabu, Jonathan (* 1985), belgischer Basketballspieler
- Tabucchi, Antonio (1943–2012), italienischer Schriftsteller, Literaturwissenschaftler und ÜbersetzerAntonio Tabucchi (1943–2012)

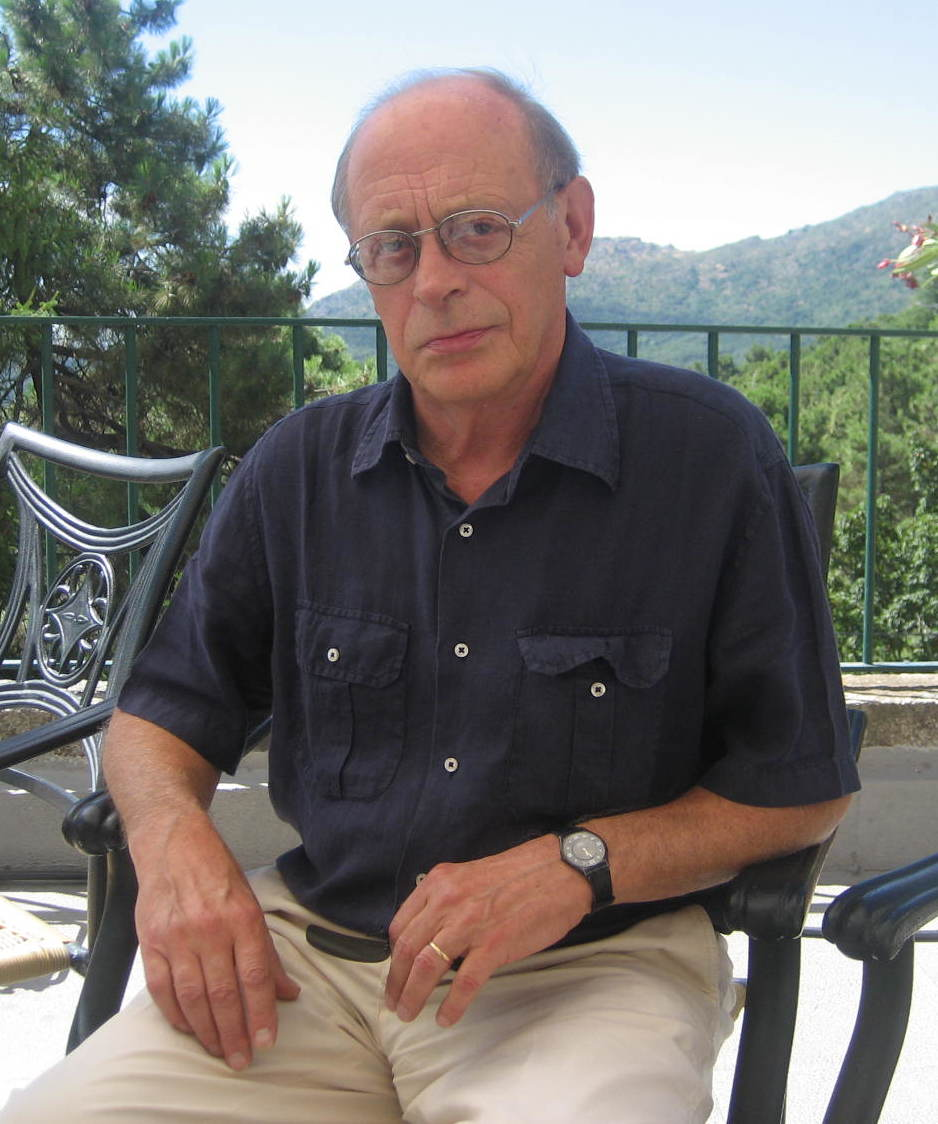
Antonio Tabucchi (1943–2012)

- Tabuchi, Ryūji (* 1973), japanischer Fußballspieler
- Tabuchi, Setsuya (1923–2008), japanischer Unternehmer
- Tabugbo, Adaobi (* 2001), nigerianisch-US-amerikanische Leichtathletin
- Tabulutu, Pauliasi (* 1967), fidschianischer Rugbyspieler
- Tabuna, Dominic (* 1980), nauruanischer Politiker
- Tabunda, Priscilla (* 1989), kenianische Leichtathletin
- Tabuni, Buchtar (* 1979), indonesischer Oppositioneller
- Tabuni, Musa Mako († 2012), west-papuanischer Politiker
- Tabuns, Peter (* 1951), kanadischer Politiker
- Tabunşçik, Georgiy (* 1939), moldauischer Politiker
- Tabur, Clément (* 2000), französischer Tennisspieler
- Tabur-damu, Königin, Gemahlin von Isar-Damu
- Taburcean, Lia (* 1997), moldauische Sängerin und Songwriterin
- Taburet-Delahaye, Elisabeth, französische Kunsthistorikerin und Direktorin des Musée national du Moyen Âge
- Tabuse, Yūta (* 1980), japanischer Basketballspieler